# António Augusto da Costa Simões
António Augusto da Costa Simões (Vacariça (Mealhada), 23 de agosto de 1819 — Mealhada, 26 de novembro de 1903) foi um professor da Faculdade de Medicina da Universidade de Coimbra e político, que se distinguiu no campo da histologia e da fisiologia geral.

## Biografia
Exerceu, entre outras funções de relevo, os cargos de director da Faculdade de Medicina (1881), administrador dos Hospitais da Universidade (1882-1883) e reitor da Universidade de Coimbra (27 de setembro de 1892 a 17 de fevereiro de 1898). Foi também Presidente da Câmara Municipal de Coimbra (1856-1857), deputado às Cortes por Figueiró dos Vinhos (1868 a 1870) e vice-Presidente da Câmara dos Deputados (1869-1870). Foi feito par-do-reino em 2 de dezembro de 1885. Deve-se-lhe o início da exploração das águas minerais do Luso e a criação das respectivas termas.